# Темац (излетиште)
Темац је излетиште се налази на 20km од Пирота, у атару села Темска и долини реке Темштице. У непосредној близини излетишта смештена је ХЕ „Темац” и истоимени комплекс радничког одмаралишта који је у власништву Електропривреде Србије.
Само излетиште смештено је на улазу у кањон реке Темштице, који својим узгледом подсећа на кањон реке Колорадло, па се назива и „Мали Колорадо”. Пружа изузетне могућности за одмор, планинарење, бициклизам, рекреацију, лов и риболов.
У близини самог излетишта налази се и Манастир Темска из 14. века. Долина реке Темштице, кањон и клисура овог предала, све до улаза у село Топли До и Парк природе Стара планина убрајају се у ред најпосећенијих излетишта Пирота и околине.